# Vente à la criée du lot 49
The Crying of Lot 49
Vente à la criée du lot 49 (titre original : The Crying of Lot 49) est un roman de Thomas Pynchon publié en 1966 aux États-Unis. Il s'agit du livre le plus court de l'auteur.

## Description
Deuxième roman de Thomas Pynchon, Vente à la criée du lot 49 est aussi, avec seulement 210 pages, son plus court. Écrit en 1965, publié un an après aux États-Unis, il n'est traduit en France qu'en 1987. À l'instar de V., ce roman présente un mélange d'absurde souvent cocasse et d'érudition complexe, sans compter des digressions tout au long de l'intrigue.

## Résumé
L'histoire semble assez simple mais, en réalité, le lecteur plonge progressivement dans une histoire relativement complexe. 
Une jeune femme, Oedipa Maas, est mariée à un DJ de radio nommé Wendell « Mucho » Maas (un personnage qui réapparaîtra brièvement dans Vineland). Elle a 28 ans et reçoit, un jour, une notification l'informant qu'elle est l'exécutrice testamentaire de Pierce Inverarity, un ancien magnat de l'immobilier assez riche qui fut, bien avant Mucho, son petit ami.
Ne comprenant pas pourquoi elle a été désignée ainsi, elle s'associe avec Metzger, l'avocat d'Inverarity, un ancien acteur, avec qui elle a une liaison. Elle apprend que le legs laissé par Pierce consiste en... des dizaines de timbres, tous faux, avec des erreurs grossières (« Pots » au lieu de « postes », etc.) et un curieux dessin représentant un cor postal. 
En menant son enquête, en rencontrant divers témoins ayant connu Pierce, Oedipa va progressivement découvrir une sorte de secte de comploteurs qui s'inspire d'une pièce de théâtre élisabéthain. Très vite, Oedipa se demande si elle n'est pas en train de rêver, ou si ce n'est pas une blague organisée par Pierce pour la faire marcher...